# Zenshu
Zenshu (japanisch 全修。) ist eine Anime-Serie aus dem Jahr 2025. Die Regisseurin ist Mitsue Yamazaki und der Anime entstand beim Studio MAPPA. Die Isekai-Geschichte erzählt von einer Animatorin, die mit besonderen Kräften in der Welt eines Fantasy-Films wiedergeboren wird und dort die scheinbar vorbestimmte Handlung verändert.

## Handlung
Die junge Animatorin Natsuko Hirose ist nach ihrem Oberschul-Abschluss schnell zur Regisseurin aufgestiegen. Ihr Debüt-Anime wird zu einem sozialen Phänomen und macht sie berühmt. Bei der Arbeit an ihrem neuen Werk kämpft sie jedoch mit dem Storyboard, das sie selbst schreiben soll und dies auch unbedingt allein erledigen will. Doch das Thema „erste Liebe“ fällt ihr schwer, da sie bei ihrer langjährigen Begeisterung für den Film für Liebe keine Zeit hatte. Während einer Mittagspause erfährt sie von einem anderen Animator, der kürzlich an einer Lebensmittelvergiftung gestorben ist, und erleidet kurz darauf ein ähnliches Schicksal. Natsuko erwacht in der Welt von A Tale of Perishing, ihrem Lieblingsfilm aus Kindertagen, der sie zu ihrer Karriere inspirierte. Doch der Film ist eine Endzeitgeschichte, in der die Heldengruppe „Nine Soldiers“ in der letzten Stadt auf dem Planeten gegen stetig neue Angriffe von Monstern, den „Voids“, ankämpft und schließlich verliert. Desillusioniert von der Hoffnungslosigkeit der Handlung entdeckt sie, dass sie die Fähigkeit besitzt, Szenen neu zu animieren und so die Geschichte zu verändern, um in dieser grausamen Welt zu überleben. Die verbliebenen vier der Nine Soldiers sind erst misstrauisch, nehmen sich aber dennoch Natsukos an. Nach einigen erfolgreich abgewehrten Angriffen erkennen sie, dass Natsuko ihnen eine große Hilfe ist.
Die nächsten Ereignisse kann Natsuko dank ihrer guten Kenntnisse des Films vorhersehen. Und mit ihrer Erfahrung und Wissen als Animatorin schafft sie Wesen oder Waffen, die die Angreifer leicht besiegen können. Sie verhindert, dass das Einhorn Unio stirbt und dass die Elfe Memmeln aus Verzweiflung selbst den „Super-Void“ zu beschwören versucht, der das Ende der Welt bringt. Da sie die Angriffe fast im Alleingang bewältigt, wird sie als Heldin verehrt. Doch das steigt ihr zu Kopf und sie macht erste Fehler. Schließlich scheint es friedlicher zu werden, doch zugleich hat sich die Welt so sehr verändert, dass Natsuko nicht mehr weiß, was kommt. Das Mädchen Destiny Heartwarming, im Film Geliebte des Helden Luke Braveheart, wird durch Natsuko selbstbewusst und gründet auf eigene Faust ein Waisenhaus. Der aus den Nine Soldiers eigentlich ausgeschiedene Drache Justice wird mit ihnen wieder versöhnt. Und schließlich verliebt sich Luke in Natsuko, weiß mit seinen Gefühlen aus Unerfahrenheit aber zunächst nichts anzufangen. Natsuko, die seit ihrer Kindheit von ihm als Held der Geschichte begeistert ist, geht es ähnlich. Der schon seit der Kindheit mit ihm befreundete Unio ist eifersüchtig auf Natsuko, ist ihr aber auch für ihren positiven Einfluss auf Luke dankbar, der mit ihr nun viel fröhlicher ist.
Doch ein Vogel, der die Verkörperung der Regisseurin des Films zu sein scheint, warnt, dass das Schicksal der Welt nicht abzuwenden sei. Als sich Luke und Natsuko endlich näher kommen und ihrer Gefühle bewusster werden, kommen neue Angriffe. Es sind nun Voids, die von den Wesen abstammen, die Natsuko selbst geschaffen hat. Nun muss sie gegen ihre eigenen Geschöpfe antreten, was der Gruppe immer schwerer fällt. Schließlich stirbt bei einem Kampf der Roboter QJ, wie es ursprünglich Unio geschehen sollte, und Natsuko weiß gar nicht, was sie noch zeichnen soll, um im Kampf zu bestehen und die anderen nicht noch größerer Gefahr auszusetzen. Es verbreitet sich das Gerücht, Natsuko stecke mit den Voids unter einer Decke, während andere sie für ihre Erlöserin halten, die den Super-Void beschwört. Bei einem erneuten Void-Angriff eskaliert die Situation schließlich. Natsuko wird von einem Mob angegriffen und dann zusammen mit Unio vor Lukes Augen von einem Void gefressen. Der verfällt in völlige Verzweiflung, wie es ihm im Film geschah. Da er so viele Gefährten und Liebste verloren hat, will er all dem ein Ende setzen wird selbst zum Super-Void. Natsuko und Unio können aus dem Void freikommen, nachdem sie in der Zwischenwelt verstanden hat, dass Luke ihre erste Liebe ist. Sie können seine Zerstörung der Welt trotz größter Bemühungen nicht mehr aufhalten, aber danach treffen sich Natsuko und Luke in der Zwischenwelt und bekräftigen ihre Liebe. Die Welt wird wiedergeboren, mit allen die durch die Endzeit zu Tode kamen. Natsuko kehrt in ihre Welt zurück und kann dort ihren zweiten Film über die erste Liebe erfolgreich fertigstellen.

## Produktion und Veröffentlichung
Die Anime-Serie wurde von MAPPA unter der Regie von Mitsue Yamazaki produziert, mit Kimiko Ueno als Drehbuchautorin. Das Charakterdesign entwarf Kayoko Ishikawa nach einer Idee von Yoshiteru Tsujino und die künstlerische Leitung lag bei Akio Shimada. Die 3D-Animationen leitete Yurie Suzuki und für den Schnitt war Mutsumi Takemiya verantwortlich. Die Kameraführung leitete Kenta Fujita.
Die Serie startete am 5. Januar 2025 auf dem Sender TV Tokyo ausgestrahlt werden. Die Plattform Crunchyroll veröffentlichte die Serie international per Streaming, unter anderem mit englischen und deutschen Untertiteln sowie am gleichen Tag auch mit unter anderem einer deutschen Synchronfassung. Am 23. März 2025 wurde die Serie mit der zwölften Folge abgeschlossen.

## Synchronsprecher
Die deutsche Synchronfassung entstand bei Digital Media Technologie unter der Regie von Matthias Klimsa und nach einem Dialogbuch von Robert Weber.
| Rolle                | Japanischer Sprecher (Seiyū) | Deutscher Sprecher    |
| -------------------- | ---------------------------- | --------------------- |
| Natsuko Hirose       | Anna Nagase                  | Samina König          |
| Luke Braveheart      | Kazuki Ura                   | David Berton          |
| Unio                 | Rie Kugimiya                 | Tammo Kaulbarsch      |
| Memmeln              | Minori Suzuki                | Kristina von Weltzien |
| QJ                   | Akio Suyama                  | Alexander Merbeth     |
| Destiny Heartwarming | Manaka Iwami                 |                       |
| Justice              | Romi Park                    |                       |
| Baobab               | Hisako Kyōda                 | Iris Schumacher       |
| Stadtoberhaupt       |                              | Tetje Mierendorf      |

## Episodenliste
| Nr. (ges.) | Nr. (St.) | Deutscher Titel                  | Originaltitel      | Erstausstrahlung Japan | Deutschsprachige Erstveröffentlichung (D/A/CH) |
| ---------- | --------- | -------------------------------- | ------------------ | ---------------------- | ---------------------------------------------- |
| 1          | 1         | Startlinie                       | 始線。 (Shisen.)   | 5. Jan. 2025           | 5. Jan. 2025                                   |
| 2          | 2         | Verzweifelte Verteidigung        | 死守。 (Shisu.)    | 12. Jan. 2025          | 12. Jan. 2025                                  |
| 3          | 3         | Schicksal                        | 運命。 (Unmei.)    | 19. Jan. 2025          | 19. Jan. 2025                                  |
| 4          | 4         | Ewigkeit                         | 永遠。 (Eien.)     | 26. Jan. 2025          | 26. Jan. 2025                                  |
| 5          | 5         | Gerechtigkeit                    | 正義。 (Seigi.)    | 2. Feb. 2025           | 26. Jan. 2025                                  |
| 6          | 6         | Wandel                           | 変化。 (Henka.)    | 9. Feb. 2025           | 9. Feb. 2025                                   |
| 7          | 7         | Erste Liebe                      | 初恋。 (Hatsukoi.) | 16. Feb. 2025          | 16. Feb. 2025                                  |
| 8          | 8         | Geständnis                       | 告白。 (Kokuhaku.) | 23. Feb. 2025          | 23. Feb. 2025                                  |
| 9          | 9         | Held                             | 勇者。 (Yūsha.)    | 2. März 2025           | 2. März 2025                                   |
| 10         | 10        | Chaos                            | 混乱。 (Konran.)   | 9. März 2025           | 9. März 2025                                   |
| 11         | 11        | Verzweiflung                     | 絶望。 (Zetsubō.)  | 16. März 2025          | 16. März 2025                                  |
| 12         | 12        | Zenshu (Zurück ans Zeichenbrett) | 全修。 (Zenshu.)   | 23. März 2025          | 23. März 2025                                  |

## Musik
Die Musik der Serie komponierte Yukari Hashimoto. Das Vorspannlied ist Zen von Band-Maid und der Abspann ist unterlegt mit Tada, Kimi no Mama de von Sou.